# Irina Embrich
Irina Embrich (Tallinn, 12 juli 1980) is een Estisch schermer.

## Carrière
Embrich won op 41-jarige leeftijd in Tokio olympisch goud met het degenteam.
Embrich won vijf medailles tijdens de wereldkampioenschappen waaronder in 2017 de titel.

## Resultaten

### Olympische Zomerspelen
| Jaar | Plaats         | Resultaten              |
| ---- | -------------- | ----------------------- |
| 2016 | Rio de Janeiro | 12e degen 4e degen team |
| 2021 | Tokio          | 25e degen degen team    |

### Wereldkampioenschappen schermen
| Jaar | Plaats          | Resultaten |
| ---- | --------------- | ---------- |
| 2002 | Lissabon        | degen team |
| 2006 | Turijn          | degen      |
| 2007 | Sint Petersburg | degen      |
| 2014 | Moskou          | degen team |
| 2017 | Leipzig         | degen team |

1996: Barlois, Flessel, Moressée-Pichot ·
2000: Aznavoerjan, Jermakova, Logoenova, Mazina ·
2004: Logoenova, Aznavoerjan, Jermakova, Sivkova ·
2012: Na, Xiaojuan, Yujie, Anqi ·
2016: Dinu, Gherman, Pop, Popescu ·
2020: Beljajeva, Embrich, Kirpu, Lehis ·
2024: Fiamingo, Navarria, Rizzi, Santuccio